# Clarence Walker (storico)
Clarence Earl Walker (...) è uno storico statunitense.
È professore emerito di storia all'Università della California, Davis.

## Biografia
Dopo essersi laureato alla San Francisco State University, conseguì il dottorato presso l'Università della California. Le sue ricerche si focalizzarono nell'ambito della storia degli afroamericani.
Il volume del 2001, intitolato We Can't Go Home Again: An Argument About Afrocentrism, fu premiato dal The Times Literary Supplement come miglior libro internazionale nello stesso anno della sua pubblicazione.

Nel 2015, vinse il Premio UC Davis per l'insegnamento universitario e i risultati accademici, annunciando pochi mesi più tardi il proprio ritiro dalla vita universitaria.

## Opere
Le sue pubblicani inlcudono:
- Mongrel Nation: The America Begotten by Thomas Jefferson and Sally Hemings,  University of Virginia Press, 2009
- We Can't Go Home Again: An Argument About Afrocentrism, Oxford University Press, 2001
- Deromanticizing Black History: Critical Essays and Reappraisals, University of Tennessee Press, 1991[4]